# Moskva (rompighiaccio 1959)
Il Moskva (in russo Москва?, "Mosca") è stato un rompighiaccio sovietico varato nel 1959 da Wärtsilä presso il cantiere Hietalahti di Helsinki e radiato nel 1992. La nave è particolarmente nota per aver partecipato nel febbraio 1985 al salvataggio di circa 2 000 beluga intrappolati nel ghiaccio nella penisola dei Ciukci.

## Storia

### Varo e primi anni di attività

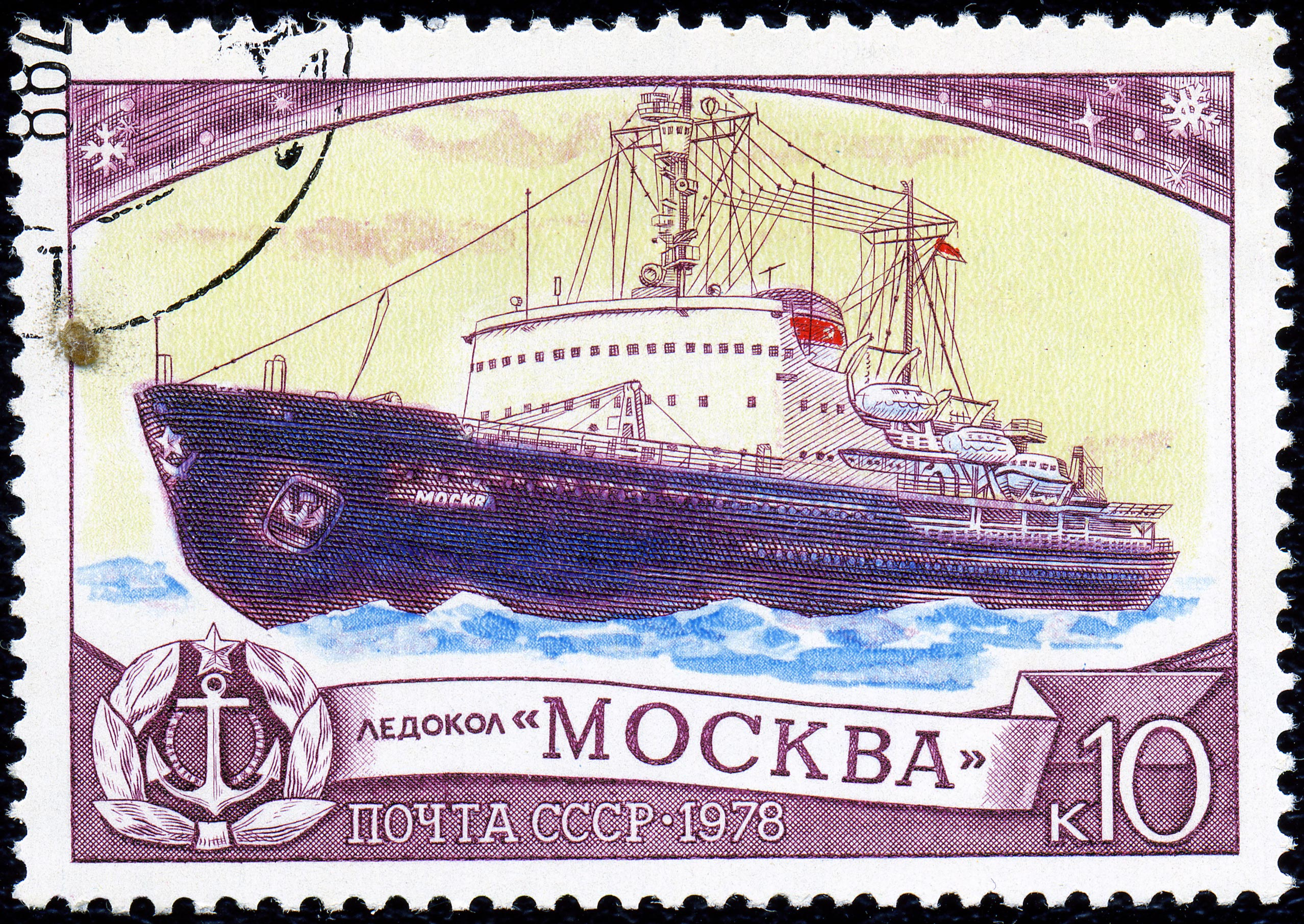
Il Moskva in un francobollo delle Poste sovietiche del 1978.

Nel 1956 il 20° Congresso del Partito Comunista dell'Unione Sovietica deliberò l'incremento del traffico sulla rotta artica, per cui era necessario aumentare la dotazione e la potenza della flotta di rompighiaccio. Si decise dunque di realizzare il primo rompighiaccio a propulsione nucleare, il Lenin, varato nel 1957, ed una serie di rompighiaccio a propulsione Diesel-elettrica denominata classe Moskva. Il progetto delle nuove unità di rompighiaccio fu stilato dall'Ufficio centrale di progettazione 15 (CKB-15) di Leningrado.
La nave fu varata nel 1959 e completata nel 1960 presso il cantiere Hietalahti di Helsinki come prima unità dell'omonima classe di rompighiaccio (composta da altre quattro unità, tutte intitolate alle maggiori città dell'Unione Sovietica: Leningrado, Kiev, Murmansk e Vladivostok), venendo poi consegnata nell'estate 1960 a Vladivostok. All'epoca era il secondo rompighiaccio per potenza della marina mercantile sovietica dopo il Lenin.
Ad ottobre 1961 la nave aveva già partecipato al salvataggio di centinaia di navi mercantili nell'artico russo e compì la rotta artica da Murmansk a Vladivostok nel tempo record di appena 10 giorni.
Il 20 ottobre 1965 insieme al Leningrado partecipò al salvataggio della nave mercantile Vitimles, rimasta intrappolata per circa un mese nei ghiacci del mar della Siberia Orientale.

### Operazione Beluga
Nel dicembre 1984 un pescatore ciukcio avvistò migliaia di beluga intrappolati nello stretto di Senjavin, tra le isole Arakamčečen e Yttygran e la penisola dei Ciukci. I cetacei si erano avventurati nello stretto in cerca di cibo ma l'improvviso alzarsi di un freddo vento da est portò alla formazione di lastre di ghiaccio spesse oltre 3,6 metri, intrappolando gli animali in piccole piscine d'acqua e condannandoli de facto a morte. La notizia raggiunse rapidamente i quotidiani regionali e le autorità dell'estremo oriente russo, che inviarono elicotteri e funzionari per valutare la situazione, mentre i pescatori aiutarono i beluga mantenendo aperti gli spazi d'acqua non congelati e alimentandoli con le proprie scorte di pesce. 
Nel febbraio 1985 il Moskva, di stanza nel mare di Bering, fu inviato nello stretto di Senjavin per aprire un varco nel ghiaccio ma il primo tentativo andò a vuoto e il rompighiaccio ripiegò. Pochi giorni dopo, visto l'aggravarsi della situazione con la morte di numerosi beluga (almeno 40 esemplari al 22 febbraio), la nave tornò nello stretto dopo aver fatto il pieno di carburante e riuscì ad aprire un varco lungo circa 24 chilometri grazie alla guida di alcuni aerei da ricognizione; i cetacei tuttavia, sfiniti dal confino, non seguirono subito il sentiero aperto dal rompighiaccio, che continuò a percorrere il varco avanti e indietro per i successivi quattro giorni, in modo tale da mantenerlo aperto e da insegnare ai beluga a non temere il rumore dei motori della nave. Secondo quanto riportato dal quotidiano Izvestija un membro dell'equipaggio ricordò che i cetacei avevano mostrato di reagire alla musica e così si individuò nella musica classica il mezzo più adeguato per comunicare coi beluga. La strategia si rivelò vincente e consentì al Moskva di guidare alla libertà almeno 2000 esemplari.

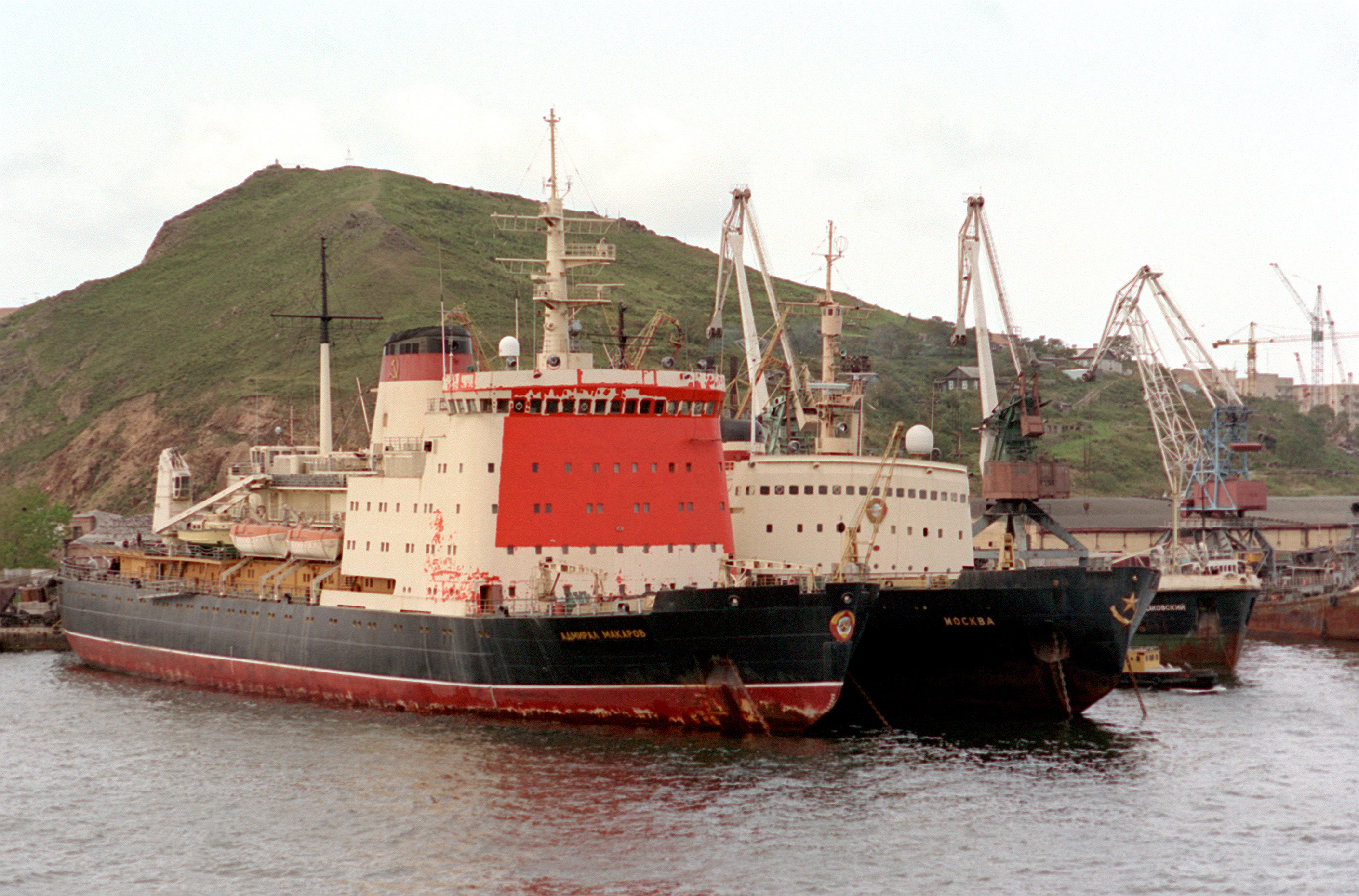
LAdmiral Makarov (a sinistra) e il Moskva (a destra) nel 1992.

L'operazione, che ebbe un costo stimato pari a circa 200 000 dollari statunitensi, fece il giro del mondo, venendo ripresa soprattutto dai quotidiani statunitensi, e fu ribattezzata operazione Beluga. Una simile operazione si ebbe nel 1988 ad opera del rompighiaccio Admiral Makarov per il salvataggio di tre balene grigie intrappolate nel ghiaccio nei pressi di Punta Barrow, nel mare di Beaufort.

### Ultimi anni e destino finale
Già negli anni '80 la nave era considerata piuttosto datata e dopo la dissoluzione dell'Unione Sovietica fu venduta per essere smantellata. Il nome Moskva è stato riutilizzato per un nuovo rompighiaccio russo varato nel 2007.